# Tracy Griffith
Tracy Griffith (New York, 19 oktober 1965) is een actrice uit de Verenigde Staten van Amerika.
Tracy Griffith is de halfzus van Melanie Griffith.

## Filmografie
- Bibliothèque nationale de France: cb141834998 (data)
- Gemeinsame Normdatei: 1160525978
- International Standard Name Identifier: 0000 0001 1932 4919
- Library of Congress Control Number: no96041243
- Virtual International Authority File: 14364877
- WorldCat: E39PBJqbqfvymJ8JGkYBCTHcT3